# Liste de drapeaux par nombre de couleurs
Cet article liste, selon le nombre de couleurs, des drapeaux nationaux, régionaux, internationaux, etc.

## Nombres de couleurs

### 1
- Califat abbasside (750–1258/1517)
- Califat des Rachidoune (632–661)
- Empire marathe (1674-1819)
- Libye (1977-2011)
- Mascate et Oman (1856–1970)
- République des conseils de Hongrie (1919-1919)

### 2
- Abou Dabi
- Adyguée
- Afghanistan
- Alabama
- Alaska
- Albanie
- Angleterre
- Arabie saoudite
- Autriche
- Bahreïn
- Bangladesh
- Bretagne
- Canada
- Catalogne
- Chine
- Conseil de l'Europe
- Corse
- Danemark
- Écosse
- Empire ottoman
- Honduras
- Hong Kong
- Macédoine du Nord
- États fédérés de Micronésie
- Finlande
- Grèce
- Groenland
- Israël
- Japon
- Kazakhstan
- Lettonie
- Maroc
- Marseille
- Monaco
- Oregon
- ONU
- Pakistan
- Palaos
- Pologne
- Qatar
- Québec
- Suède
- Suisse
- Tunisie
- Turquie
- Ukraine
- Union européenne
- Viêt Nam

### 3
- Abkhazie
- Algérie
- Allemagne
- Angola
- Arménie
- Australie
- Bahamas
- Barcelone
- Belgique
- Bénin
- Berlin
- Bolivie
- Bosnie-Herzégovine
- Botswana
- Bulgarie
- Burkina Faso
- Burundi
- Cameroun
- Colombie
- Estonie
- États-Unis
- France
- Guinée
- Irlande
- Italie
- Kosovo
- Liberia
- Lituanie
- Luxembourg
- Mali
- Népal
- Norvège
- Pays-Bas
- Pays de Galles
- Royaume-Uni
- Russie
- Sénégal
- Slovaquie

### 4
- Acadie
- Égypte
- Éthiopie
- Gibraltar
- Inde
- Liechtenstein
- Saint-Empire romain germanique
- Samis
- Slovénie
- Somaliland
- Sri Lanka
- Soudan
- Suriname
- Syrie
- Armée syrienne libre
- Togo

### 5
- Californie
- Guyana
- Monténégro
- Mozambique
- Namibie
- Ouganda
- Serbie
- Seychelles
- 🇨🇫 Centrafrique

### 6
- Afrique du Sud
- Andorre
- Croatie
- Dominique
- Oblast de Novossibirsk
- Paraguay
- Portugal
- Soudan du Sud

### 7
- Fidji
- Haïti
- Îles Vierges des États-Unis
- Kentucky

### 8
- Alberta
- Dakota du Nord
- Guatemala
- Guinée équatoriale
- Îles Vierges britanniques
- Oblast autonome juif
- Oblast de Magadan
- Siam

### 9
- Floride
- Oblast d'Astrakhan
- Saint Pierre et Miquelon

### 19
- Belize

### 43
- Équateur